# Armeria welwitschii subsp. cinerea
Armeria welwitschii subsp. cinerea é uma subespécie de planta com flor pertencente à família Plumbaginaceae. 
A autoridade científica da subespécie é (Boiss. & Welw.) J.C.Costa & Capelo .

## Portugal
Trata-se de uma subespécie presente no território português, nomeadamente em Portugal Continental.
Em termos de naturalidade é endémica da região atrás referida.

## Protecção
Não se encontra protegida por legislação portuguesa ou da Comunidade Europeia.